# Ascorhynchus armatus
Ascorhynchus armatus är en havsspindelart som först beskrevs av Wilson, E.B., och fick sitt nu gällande namn av  1881. Ascorhynchus armatus ingår i släktet Ascorhynchus och familjen Ammotheidae. Inga underarter finns listade i Catalogue of Life.